# Scuderi-Motor

Scuderi-Motor

Der Scuderi-Split-Cycle-Motor ist ein in der Entwicklung befindlicher Viertaktmotor, der nach dem Split-Engine-Prinzip mit räumlich getrennten Taktzyklen arbeitet. Er wurde nach seinem Erfinder Carmelo J. Scuderi benannt.

## Geschichte
Das Split-Prinzip wurde ursprünglich als Zweitakt-Motor entwickelt. Eine bekannte Variante ist der von Giovanni Marcellino für die Puch-Werke konstruierte und bis 1970 gebaute Puch-Zweitakt-Doppelkolbenmotor.
Ab 2001 entwickelte die Scuderi Group aus West Springfield (Massachusetts) gemeinsam mit Automobilzulieferern wie Bosch Engineering und Mahle sowie dem Southwest Research Institute den Scuderi-Motor. Die Forschung und Entwicklung des ersten Split-Cycle-Saugmotors finanzierte das Unternehmen seit 2008 zunächst aus eigenen Mitteln.
Von 1994 bis zu seinem Tod 2002 arbeitete Carmelo Scuderi an der Optimierung des Verbrennungsmotors. Im Jahre 2002 wurde der Motor zum Patent angemeldet. Bis zum Juli 2009 wurden 35 Mio. US$ in das Projekt investiert. Ein 1-Liter-Prototyp mit zwei Zylinderpaaren wurde im April 2009 auf dem SAE World Congress in Detroit bei der Society of Automotive Engineers vorgestellt. Weitere Ausbaustufen und Verbesserungen sind geplant.

## Vorteile
Der Scuderi-Motor soll sich laut Unternehmensangaben durch eine konsistentere Verbrennung, einen höheren Wirkungsgrad, einen geringeren Schadstoffausstoß sowie ein höheres Drehmoment auszeichnen.
Der Scuderi-Motor mit Druckluftspeicher entspricht außerdem praktisch einem Kompressor-Motor mit geringer Ladeluftkühlung. Pro Zylindervolumen kann eine höhere Leistung als in herkömmlichen Zweitakt-Ottomotoren erreicht werden, da durch die Voraufladung mehr Luftmasse in den Verbrennungszylinder gelangen kann. Im Umkehrschluss könnte man somit bei gleicher Leistung den Hubraum und die Reibung verkleinern. Es wurde berechnet, dass der Scuderi-Motor in einem Mittelklassewagen 25 Prozent weniger Treibstoff verbrauchen sollte als konventionelle Ottomotoren, als Druckluft-Hybrid-Motor sogar 30 bis 36 Prozent weniger.
2011 war geplant, dass in der nächsten Ausbaustufe der Scuderi-Motor mit einem Turbolader ausgestattet werden sollte, was zu einer weiteren Steigerung von Drehmoment und Wirkungsgrad beitragen soll.

## Nachteile
- Praktisch kann jeder Ottomotor oder Dieselmotor nach dem oberen Totpunkt (OT) gezündet werden. Zündung nach OT ist aber immer ein Verlust an Wirkungsgrad (siehe Gleichraum- und Gleichdruckprozess).
- Die Abgastemperatur kann steigen. Der Wirkungsgrad einer Wärmekraftmaschine wird durch die maximale Temperatur nach der Verbrennung (nach dem oberen Totpunkt) und die minimale Temperatur am Ende des Gasausdehnungs- oder Arbeitsprozesses (am unteren Totpunkt) bestimmt.
- Der Arbeitszylinder wird thermisch höher belastet. Es können Probleme mit dem heißen Zylinder und der Temperaturspannung zwischen dem heißen und kalten Zylinder auftreten.
- Die Luftüberleitungsrohre können erhebliche Strömungs- und Reibungsverluste erzeugen und damit die Voraufladung der Arbeitszylinder reduzieren.
- Kompression und Dekompression von Luft als Energiespeicherungsvorgang erreicht nur geringe Wirkungsgrade und wären z. B. dem elektrischen Hybrid-System unterlegen. Es wird in Frage gestellt, ob der Druckluft-Hybrid mit der beschränkten Luftspeicherkapazität und den zusätzlichen Motorenteilen und den Verlusten in der Energiewandlung eine nennenswerte Effizienzsteigerung erreicht.

Die Scuderi Group gibt an, dass die technischen Bedenken entkräftet und die Probleme gelöst und die Zuverlässigkeit durch zahlreiche patentierte Entwicklungen sichergestellt seien, jedoch sind keine namhaften Veröffentlichungen oder andere wissenschaftlich exakten und überprüfbaren Aussagen zu diesem Motor bekannt.